# Bangana
Bangana es un género de peces de la familia Cyprinidae y de la orden Cypriniformes. 

## Especies
Las especies de este género son:
- Bangana almorae (B. L. Chaudhuri, 1912)
- Bangana ariza (F. Hamilton, 1807)
- Bangana behri (Fowler, 1937)
- Bangana brevirostris
- Bangana decora (W. K. H. Peters, 1881)
- Bangana dero (F. Hamilton, 1822)
- Bangana devdevi (Hora, 1936)
- Bangana diplostoma (Heckel, 1838)
- Bangana discognathoides (Nichols & C. H. Pope, 1927)
- Bangana elegans Kottelat, 1998
- Bangana gedrosicus (Zugmayer, 1912)
- Bangana horai (Bănărescu, 1986)
- Bangana lemassoni (Pellegrin & Chevey, 1936)
- Bangana lippus (Fowler, 1936)
- Bangana musaei Kottelat & H. Steiner, 2011
- Bangana rendahli (Sh. Kimura, 1934)
- Bangana sinkleri (Fowler, 1934)
- Bangana tonkinensis (Pellegrin & Chevey, 1934)
- Bangana tungting (Nichols, 1925)
- Bangana wui (C. Y. Zheng & Y. R. Chen, 1983)
- Bangana xanthogenys (Pellegrin & Chevey, 1936)
- Bangana yunnanensis (H. W. Wu, R. D. Lin, J. X. Chen, X. L. Chen & M. J. He, 1977)
- Bangana zhui (C. Y. Zheng & Yi-Yu Chen(?), 1989)